# حق التصويت في بلجيكا
يتمتع جميع البالغين في بلجيكا بحق التصويت. يمكن للمواطنين الأوروبيين التصويت في الانتخابات الأوروبية والبلدية. بينما يحق للأجانب الآخرين التصويت على الصعيدين المحلي والبلدي بعد قضاء خمس سنوات أو أكثر في البلاد. يُلزم البلجيكيون بالحضور للتصويت داخل بلجيكا.
لدى جميع البلجيكيين البالغين (18 عامًا فأكثر) حق التصويت، ويتم وضعهم تلقائيًا على السجلات الانتخابية. التصويت إلزامي للبلجيكيين داخل بلجيكا، إذ يجب على جميع المواطنين البلجيكيين الذين يحق لهم التصويت المشاركة في عملية الاقتراع، ولكن يسمح لهم التصويت بورقة فارغة في حال رغبتهم بذلك.
يمكن للمواطنين الأوروبيين البالغين من العمر 18 عامًا فأكثر والذين يعيشون في بلجيكا التسجيل للتصويت في الانتخابات الأوروبية والبلدية. أما المواطنون غير الأوروبيين، فيمكنهم التسجيل للتصويت فقط في الانتخابات البلدية إذا عاشوا في بلجيكا لمدة خمس سنوات على الأقل. تم إدخال هذا الحق الأخير في التصويت للمهاجرين في عام 2004 بعد نقاش سياسي.
يمكن للمواطنين البلجيكيين الذين يعيشون في الخارج التسجيل في السفارة أو الممثلية الدبلوماسية في بلدهم الإقامة للتصويت في الانتخابات الأوروبية والفدرالية. التسجيل ليس إلزاميًا بالنسبة لهم، ولكن بمجرد تسجيلهم، يصبح عليهم الامتثال للإلزامية في الحضور للتصويت.

### بين عامي 1831 إلى 1893: حق التصويت للمواطنين البلجيكيين الذكور حسب الأهلية
أصبح نظام التصويت ساري المفعول منذ تأسيس الدولة البلجيكية في عام 1831. دوِّن النظام الانتخابي في دستور 7 فبراير 1831، وكتب قانون الانتخاب في 3 مارس 1831. كان لدى المواطنين الذكور الذين تجاوزوا سن 25 عامًا ودفعوا مبلغًا معينًا من الضرائب حق التصويت فقط. يعني ذلك أنه في الانتخابات الوطنية لعام 1831، كان لدى 46,000 بلجيكي فقط الحق في التصويت لصالح مجلس النواب. في الواقع، كان هناك فقط 400 شخص مرشحين للانتخاب من أجل 51 مقعدًا وطنيًا لمجلس النواب. في البداية، تكون المشهد السياسي البلجيكي فقط من الكاثوليك والليبراليين، دون هيكل حزبي متطور حقيقي. تأسس حزب الليبراليين (عام 1846) وحزب الكاثوليك (عام 1869) فقط لاحقًا.
في 12 مارس 1848، صدر قانون خفضت فيه الضرائب وصارت الشروط موحدة في جميع أنحاء البلاد. أيضًا، استبعد دمج مهمة ممثل الشعب أو عضو مجلس الشيوخ مع وظيفة رسمية بموجب هذا القانون. أخيرًا، بموجب قانون 9 يوليو 1877، أصبح التصويت سريًا.

### بين عامي 1893 و1918: التصويت الإلزامي العام متعدد الأصوات للمواطنين البلجيكيين الذكور
بعد الإضرابات الدموية في والونيا وتأثير الليبراليين التقدميين والاشتراكيين، تم إدخال حقوق التصويت العامة متعددة الأصوات في عام 1893 تحت حكومة بيرنارت. نتيجة لذلك، كان لدى كل مواطن بلجيكي ذكر بعمر 25 عامًا أو أكبر ما لا يقل عن صوت واحد، وكان بإمكانه الحصول على صوتين إضافيين إما اعتمادًا على مستوى تعليمه أو وفقًا للضرائب التي دفعها، أو مزيج من الاثنين. زاد عدد الناخبين المؤهلين بنسبة عشر مرات من 137,772 إلى 1,370,687، مع 853,628 ناخبًا لديهم صوت واحد، و293,679 ناخبًا لديهم صوتين، و223,381 ناخبًا لديهم 3 أصوات. يمكن للناخب امتلاك 3 أصوات كحد أقصى. بإجمالي 2,111,127 صوتًا يمكن التصويت بها، مع أقلية من 517,060 ناخبًا (37.7٪) يمتلكون غالبية من 1,257,499 صوتًا (59.6٪).
تم إدخال التصويت الإلزامي وتحديد سن التصويت عند 25 عامًا، كما تم انتخاب أعضاء مجلس الشيوخ المحليين لأول مرة.
جرت أول انتخابات بموجب هذا النظام في 14 أكتوبر 1894، عندما دخل حزب العمال البلجيكي الحديث البرلمان لأول مرة بمجموع 28 مقعدًا. رغم هذه الإصلاحات، استمر حزب العمال في الدعوة إلى تحقيق حق التصويت العام الفردي.
كان بالإمكان الحصول على صوت إضافي في الحالات التالية:
- أرباب الأسر الذين تجاوزوا سن 35 عامًا ودفعوا ما لا يقل عن 5 فرنكات كضريبة.
- مالكو المباني التي تقدر قيمتها على الأقل بـ 2,000 فرنك أو مالكو حسابات التوفير أو الأوراق المالية الحكومية التي تقدر قيمتها على الأقل بمبلغ 100 فرنك.[13]
- يمنح صوتان إضافيان لحاملي شهادة التعليم الثانوي العام أو أعلى.

### بين عامي 1921 و1947: التصويت الإلزامي العام والفردي للمواطنين البلجيكيين
بعد الحرب العالمية الأولى، كانت التغييرات الجذرية في النظام السياسي سارية دون معوقات، ووعد الملك ألبير الأول في خطابه من العرش عام 1918 بإدخال حق التصويت العام الفردي. عادة ما تطلب هذا الأمر تعديلًا دستوريًا، ولكنهم أرادوا أن تجرى الانتخابات التالية بالفعل بموجب النظام الجديد. بموجب قانون عادي صدر في 9 مايو 1919، تم خفض سن التصويت من 25 إلى 21 عامًا، وحصل كل رجل على صوت واحد فقط، وتم انتخاب أعضاء مجلس الشيوخ المعينين لأول مرة. كانت هذه التدابير تخدم في الغالب الكاثوليك والاشتراكيين. أجرى البرلمان الجديد المنتخب بتعديل دستوري في الفترة بين عامي 1920 و1921 لتنظيم الوضع.
فيما كان حق التصويت العام الفردي للرجال لا يثير جدلًا كبيرًا، كانت الحالة مختلفة بالنسبة للنساء. إذ رغم دعم الليبراليين والاشتراكيين، كانوا يخشون أن هذا سيعزز فقط الموقف السائد للكاثوليكيين لأنهم رأوا أن النساء تحت تأثير كبير من الكنيسة. كانت التسوية هي جعل التصويت إلزاميًا للنساء في الانتخابات البلدية، والتي تمت بموجب قانون صادر في 15 إبريل 1920، وتوفير إمكانية ذلك أيضًا فيما يخص الانتخابات البرلمانية بقانون يتطلب أغلبية بنسبة ثلثين.

### من عام 1948 حتى الوقت الحاضر: التصويت الإلزامي العام والفردي لجميع مواطني بلجيكا
بعد الحرب العالمية الثانية، تقدمت الروح العصرية إلى حد كبير بحيث أصبح حق التصويت الكامل للنساء لا مفر منه. بموجب قانون صدر في 27 مارس 1948، سمح للنساء بالتصويت وكان لهن أيضًا الحق في الترشح في الانتخابات البرلمانية؛ وبعد بضعة أشهر، تم توسيع هذا الحق أيضًا لانتخابات مجالس المحافظات. في 26 يونيو 1949، استطاعت جميع النساء المشاركة لأول مرة في الانتخابات البرلمانية.
استمرت النساء في البقاء تحت ممثلين في مجلس النواب ومجلس الشيوخ بنسبة أقل بالمقارنة مع حصتهن في السكان. لتغيير هذا الوضع، تم إدخال نظام للعمل الإيجابي من خلال حصص نسبية تنص على أن تتكون نصف كل قائمة انتخابية من النساء. يجب أيضًا أن تتضمن المراكز الثلاثة الأولى في القائمة على الأقل شخصًا واحدًا من الجنس الآخر.

### حقوق التصويت للأجانب في بلجيكا
مع إدخال مفهوم المواطنة الأوروبية من خلال معاهدة ماسترخت في عام 1992، أصبح واجبًا أوروبيًا السماح لمواطني الاتحاد الأوروبي بالتصويت في الانتخابات البلدية. وبموجب القانون الصادر في 27 يناير 1999، حصل مواطنو الاتحاد الأوروبي في بلجيكا على هذا الحق في التصويت.
أما قانون 19 مارس 2004، فقد أدخل حق التصويت النشط والسلبي للمهاجرين غير الأوروبيين الذين أقاموا شرعيًا في بلجيكا لمدة خمس سنوات على الأقل في الانتخابات البلدية. مع ذلك، يتم استبعادهم من المناصب القيادية مثل رئيس البلدية وأعضاء المجلس البلدي.
بناءً على ذلك، لا يُسمح لغير البلجيكيين بالمشاركة في الانتخابات الفيدرالية والإقليمية ومجالس المقاطعات. حق التصويت للأجانب ينطبق في انتخابات مجالس الأحياء (في أنتويرب) ولكن لا ينطبق في الانتخاب المباشر لمجالس مركز الرعاية الاجتماعية العامة في البلديات الثماني الخاصة المقدمة للتسهيلات.